# Edith Weston
Edith Weston es una localidad situada en la autoridad unitaria de Rutland, en Inglaterra (Reino Unido), con una población estimada a mediados de 2016 de 940 habitantes.
Se encuentra ubicada en el centro de la región Midlands del Este, cerca del lago artificial de Rutland Water.